# Agénor Bardoux
Pour les articles homonymes, voir Bardoux.
Agénor Bardoux, né à Bourges le 15 janvier 1829, mort le 23 novembre 1897 à Paris, est un avocat, écrivain et homme politique français.

## Biographie
Durant sa jeunesse, Agénor Bardoux montre une vocation poétique, qui l'amène à côtoyer Louis Bouilhet et Gustave Flaubert, à qui il dédiera une de ses œuvres. Il participe, en 1862, avec Bouilhet, à la révision du texte de Salammbô avant sa publication. Flaubert se souviendra plus tard de cette proximité, quand il trouvera un emploi à son jeune disciple Guy de Maupassant au cabinet d'Agénor Bardoux, ministre de l'Instruction publique,.
Montrant un vif intérêt pour le droit, il devient en 1856 avocat au barreau de Clermont-Ferrand et, en 1869, bâtonnier de l'ordre des avocats de la métropole auvergnate. Durant le Second Empire, influencé par les convictions marquées de son parrain, l'avocat et député Louis-Chrysostome Michel, dit « Michel de Bourges », installé à Bourges quelques années avant sa naissance, il n'hésite pas à professer sa foi républicaine, qui n'est pas contredite par sa collaboration à la Revue de droit français et étranger, fondée en 1855 par Édouard Laboulaye, longtemps adversaire résolu de la politique autoritaire menée sous le règne de Napoléon III.
Son engagement politique se traduit, au niveau local, par son élection au conseil municipal de Clermont-Ferrand en 1869 et le conduit à assumer, en 1870 et 1871, le mandat de maire de Clermont-Ferrand.
Il s'intéresse également à la gestion des affaires départementales et, en raison de ses attaches avec la commune de Saint-Saturnin, se porte victorieusement candidat, en 1871, aux fonctions de conseiller général du canton de Saint-Amant-Tallende, et est réélu sans discontinuer jusqu'en 1895. Il exerce en outre, de 1878 à 1883, les fonctions de président du conseil général du Puy-de-Dôme.
Sur le plan national, il est élu en 1871 représentant du Puy-de-Dôme à l'Assemblée nationale puis, après l'instauration du bicaméralisme en 1875, élu député en 1876 et réélu en 1877. À l'Assemblée puis à la Chambre, il est président du groupe centre gauche, ardent partisan de la République mais non anticlérical. Lors de la crise du 16 mai 1877, il est signataire du manifeste des 363.
Il exerce à deux reprises des fonctions gouvernementales, d'abord comme sous-secrétaire à la Justice, dans le courant de l'année 1875, puis comme ministre de l'Instruction publique, des Cultes et des Beaux-Arts de décembre 1877 à janvier 1879 dans le gouvernement présidé par Jules Dufaure.
Battu lors du renouvellement de la Chambre des députés, en 1881, il est en revanche élu sénateur inamovible en décembre 1882. Au Sénat, il rédige de nombreux rapports parlementaires sur des sujets divers (loi électorale, éducation, questions juridiques, budget, la distribution de la presse, la propriété artistique et littéraire, etc.).
Indépendamment de sa carrière politique, Agénor Bardoux est aussi l'auteur de nombreux ouvrages sur la vie littéraire française au XIXe siècle, sur Chateaubriand et son entourage, sur les légistes français aux XVIe et XVIIIe siècles, etc. Ses travaux lui valurent d'être élu en 1890 à l'Académie des sciences morales et politiques (section morale et sociologie). Il est inhumé au cimetière des Carmes de Clermont-Ferrand.

## Vie familiale

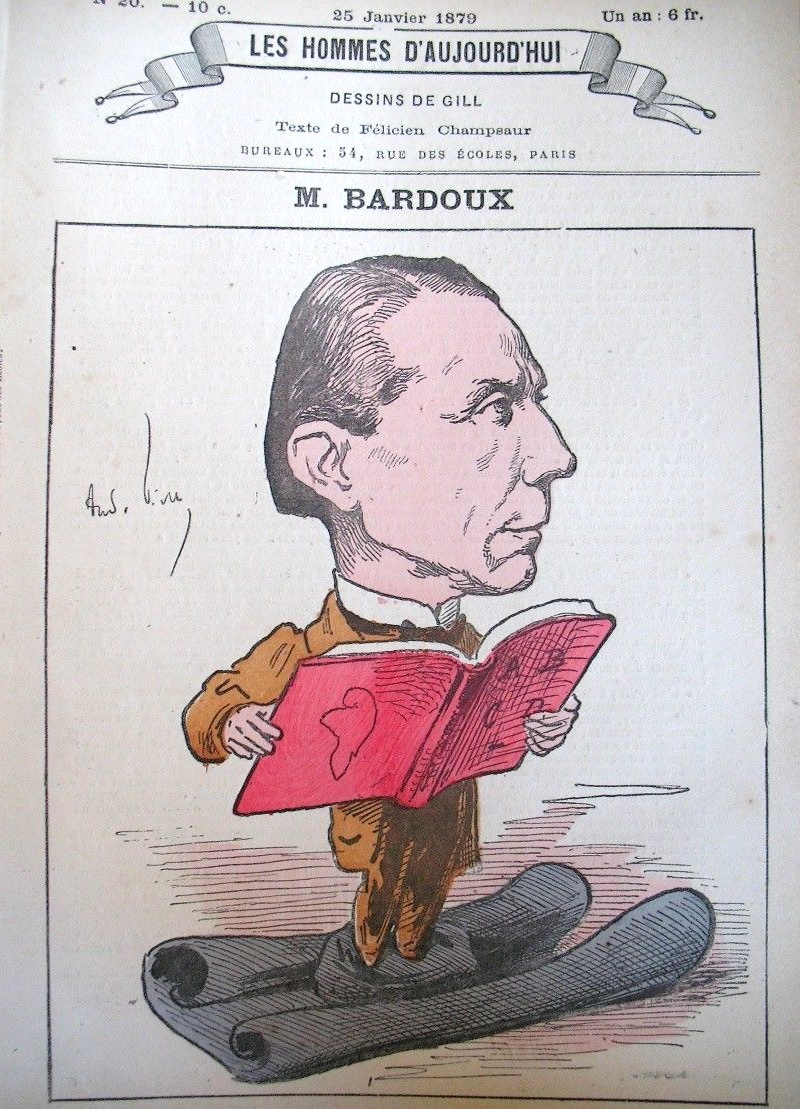
Bardoux caricaturé par André Gill pour Les Hommes d'aujourd'hui, n°20, 1878.

Fils d'un directeur des contributions indirectes et petit-fils d'un maître arquebusier et d'un employé au cadastre, Agénor Bardoux épouse, à 44 ans, le 15 juillet 1873 à Montpellier, Clémence Villa (1847-1939), de 18 ans sa cadette, fille d'un grand notable du département de l'Aveyron, Achille Villa, banquier, président du tribunal de commerce de Millau, maire de Millau et conseiller général.
Il est par cette union le père de Jacques Bardoux (1874-1959), sénateur (1938-1940) puis député (1945-1955) du Puy-de-Dôme, et le grand-père de May (Bardoux) Giscard d'Estaing :
- May Bardoux, épouse du haut fonctionnaire et économiste Edmond Giscard d'Estaing, elle-même mère de :
  - Valéry Giscard d'Estaing, député du Puy-de-Dôme à diverses reprises de 1956 à 2002 et président de la République de 1974 à 1981, dont :
    - Valérie-Anne Giscard d'Estaing, éditrice,
    - Henri Giscard d'Estaing, homme d'affaires et chef d'entreprise, ancien homme politique,
    - Louis Giscard d'Estaing, député du Puy-de-Dôme de 2002 à 2012 ;

  - Olivier Giscard d'Estaing, homme d'affaires et homme politique français.

## Mandats électifs
Mandats locaux
- Conseiller municipal de Clermont-Ferrand ; puis maire de 1870 à 1871
- Conseiller général du canton de Saint-Amant-Tallende (1871-1895)
- Président du conseil général du Puy-de-Dôme (1878-1883)

Mandats nationaux
- Représentant du Puy-de-Dôme à l'Assemblée nationale, du 8 février 1871 au 31 décembre 1875 ;
- Député du Puy-de-Dôme, siégeant à la Chambre des députés, du 20 février 1876 au 21 août 1881 ;
- Sénateur inamovible, élu le 7 décembre 1882 par le Sénat et y siégeant jusqu'à sa mort en 1897.
- Vice-président du Sénat, élu le 8 mars 1889, réélu les 16 janvier 1890, 15 janvier 1891 et 13 janvier 1892, réélu à cette fonction, contre sa volonté, le 10 janvier 1893, ses collègues sénateurs choisissant finalement, le 11 janvier 1894, de respecter sa volonté de décliner toute nouvelle candidature à la vice-présidence.

## Fonctions gouvernementales
- Sous-secrétaire d'État à la Justice, du 15 mars au 11 novembre 1875, dans le gouvernement Louis Buffet, démissionnaire ;
- ministre de l'Instruction Publique, des Cultes et des Beaux-Arts, du 13 décembre 1877 au 30 janvier 1879, dans le gouvernement Jules Dufaure (5), non reconduit dans ses fonctions lors de la constitution du gouvernement William Henry Waddington.

## Œuvres
Parmi les nombreux ouvrages d'Agénor Bardoux :
- Agénor Brady, Loin du monde : poésies, Paris, Michel Lévy frères, 1857, 216 p. (BNF 30154057) Œuvre publiée sous un nom de plume ressemblant à son état civil.

- Agénor Bardoux, Les légistes : leur influence sur la société française, Paris, Germer Baillière, coll. « Bibliothèque de philosophie scientifique », 1877

- Agénor Bardoux, La Bourgeoisie française, 1789-1848, Paris, C. Lévy, 1880, 456 p. (BNF 36574985)
- Agénor Bardoux, Études sociales et politiques. Le comte de Montlausier et le Gallicanisme, Paris, Calmann-Lévy, 1881, 402 p. (BNF 30056508) La notice d'autorité personne «  Montlosier, François-Dominique de Reynaud (1755-1838 ; comte de) », dans le catalogue général de la Bibliothèque nationale de France, atteste l'existence des graphies alternatives « Montlosié » et « Montlausier ».
- Agénor Bardoux, Dix Années de vie politique, Paris, G. Charpentier, 1882, 383 p. (BNF 30056503)
- Agénor Bardoux, Études sur la fin du XVIIIe siècle : la comtesse de Beaumont, Pauline de Montmorin, Paris, C. Lévy, 1884, 435 p. (BNF 30056512)
- Agénor Bardoux, Études sociales et littéraires. Madame de Custine, d'après des documents inédits, Paris, C. Lévy, 1888, 440 p. (BNF 30056506)
- Agénor Bardoux, Études d'un autre temps, Paris, C. Lévy, coll. « Bibliothèque contemporaine », 1889, 346 p. (BNF 30056505)
- Agénor Bardoux, Études sociales et politiques. La jeunesse de La Fayette, 1757-1792, Paris, C. Lévy, 1892, 425 p. (BNF 30056510)
- Agénor Bardoux, Études sociales et politiques. Les dernières années de La Fayette, 1792-1834, Paris, C. Lévy, 1892, 440 p. (BNF 30056511)
- Agénor Bardoux, Chateaubriand, Paris, Lecène, Oudin et Cie, coll. « Classiques populaires », mars 1893, 240 p. (BNF 30056500)
- Agénor Bardoux, Guizot, Paris, Hachette, coll. « Les grands écrivains français », 1894, 223 p. (BNF 30056514)
- Agénor Bardoux, Études sociales et politiques. La Duchesse de Duras, Paris, C. Lévy, 1898, 441 p. (BNF 30056509)